# Петер Естергазі
Петер Естергазі (угор. Eszterházy Péter; 14 квітня 1950, Будапешт, Угорська Народна Республіка — 14 липня 2016, там само) — угорський письменник.

## Сім'я
Естергазі народився у старовинній аристократичній родині Естергазі. Його дід, граф Моріц Естергазі, був недовго прем'єр-міністром Угорщини. Батько — граф Матяш Естергазі (1919-1998), мати — Ірен Магдолна Маньокі (1916-1980). Брат, Мартон (1956), футболіст, який виступав за збірну Угорщини. Одружений, дружина: Реен Маргіт (1952), виховує чотирьох дітей.

## Навчання
Закінчив релігійну гімназію, потім отримав математичну освіту в університеті ім. Лоранда Етвеша, закінчив його в 1974. Працював програмістом в інституті обчислювальної техніки при міністерстві машинобудування, з 1978 — професійний письменник.

## Праці
Перший роман, «Фанчіко і Пінта», опублікував в 1976. На даний момент автор 28 творів. Автор таких книг: «Виробничий роман», «Жінка», «Опудало лебедя», «З вежі слонової кістки».
Лауреат багатьох престижних угорських і міжнародних літературних премій. Романи, оповідання Естергазі були перекладені більш ніж на 20 мов (англійська, болгарська, чеська, данська, фінська, французька, іврит, хорватська, японська, польська, литовська, німецька, норвезька, італійська, російська, португальська, румунська, іспанська, шведська, сербська, словацька, словенська, турецька, українська), твори його широко відомі як на батьківщині, так і за кордоном.
Естергазі один з лідерів угорського та європейського постмодернізму. Його роботам притаманні інтертекстуальність, цитування, фрагментарність, а також мозаїчність. В першу чергу, замість історії для нього важливий текст і свій акцент він робить на нього. У його творах велика кількість посилань, для нього дуже значима угорська культура. Також письменник багато уваги приділяє трансформації культур східноєвропейських країн і історії тоталітарних суспільств.

## Членство в організаціях
- З 1993 — Літературно-Художня Академія імені Сечені
- Deutsche Akademie für Sprache und Dichtung (Darmstadt)
- Akademie der Künste (Berlin)
- Académie Européenne des Sciences, des Arts et des Lettre

## Нагороди та премії
- Премія Мілана Фюшта (1983)
- Премія Вілениці (1988)
- Премія Римського Літературного Фестивалю / Premio Opera di Poesia (Італія, 1993)
- Премія Кошута (1996)
- Премія Гердера (Австрія, 2002)
- Премія миру німецьких книгарів (2004)
- Командор Ордена мистецтв і літератури (Франція, 1998)